# The Fly Cop (film, 1917)
Pour les articles homonymes, voir The Fly Cop.
Pour plus de détails, voir Fiche technique et Distribution.
The Fly Cop est un film muet américain réalisé par Arvid E. Gillstrom, sorti en 1917.

## Fiche technique
- Titre : The Fly Cop
- Réalisation : Arvid E. Gillstrom
- Producteur : Louis Burstein
- Société de production : King Bee Studios
- Pays d’origine :  États-Unis
- Langue : titres en anglais
- Format : Noir et blanc - 35 mm - 1,37:1  -  Muet
- Genre : Comédie
- Longueur : une bobine
- Dates de sortie : 
  - États-Unis : 1er septembre 1917

## Distribution
Source principale de la distribution :
- Billy West : "the Fly Cop"
- Oliver Hardy[2] : le propriétaire
- Bud Ross[3] : l'homme de main
- Leo White : le maire
- Ellen Burford : la patronne
- Charles Slattery : le chef de la police
- Ethelyn Gibson[4] : une poule

## Autour du film
- Ne pas confondre avec The Fly Cop film de Larry Semon sorti en 1920.